# Freie-Partie-Europameisterschaft 1975

Logo CEB (ausrichtender Verband)

Veranstaltungsort: Enschede

Die Freie-Partie-Europameisterschaft 1975 war das 18. Turnier in dieser Disziplin des Karambolagebillards und fand vom 6. bis zum 9. November 1975 in Enschede statt. Es war die zweite Freie-Partie-Europameisterschaft in den Niederlanden.

## Geschichte
Hochverdient gewann der Belgier Ludo Dielis diese Europameisterschaft. Nur im nicht mehr entscheidenden letzten Match gegen Klaus Hose verlor der Spieler aus Deurne einen Punkt. Sicher war auch der zweite Platz von Hose, der nur eine Niederlage gegen Piet Vet und zwei Unentschieden gegen José Gálvez und Dielis zulassen musste.

## Modus
Gespielt wurde in einer Finalrunde „Jeder gegen Jeden“ bis 500 Punkte. Bei einem Unentschieden in einer Aufnahme gab es für jeden Spieler zwei Matchpunkte. Es wurden prolongierte Serien gewertet.
1. MP = Matchpunkte
2. GD = Generaldurchschnitt
3. HS = Höchstserie

## Abschlusstabelle
| MP    | Match Points (Sieger = 2; Unentschieden = 1; Verlierer = 0) |
| Pkte. | Erzielte Karambolagen                                       |
| Aufn. | Benötigte Versuche                                          |
| GD    | Generaldurchschnitt                                         |
| BED   | Bester Einzeldurchschnitt eines Spielers                    |
| HS    | Höchstserie                                                 |
|       | Bester GD des Turniers                                      |
|       | Bester ED des Turniers                                      |
|       | Beste HS des Turniers                                       |
|       | 1. Platz (Gold)                                             |
|       | 2. Platz (Silber)                                           |
|       | 3. Platz (Bronze)                                           |

| Platz                      | Name            | MP   | Pkte | Aufn. | GD     | BED    | HS   |
| -------------------------- | --------------- | ---- | ---- | ----- | ------ | ------ | ---- |
| 1                          | Ludo Dielis     | 13:1 | 3500 | 24    | 145,83 | 250,00 | 500  |
| 2                          | Klaus Hose      | 10:4 | 3009 | 24    | 125,37 | 500,00 | 1000 |
| 3                          | José Gálvez     | 9:5  | 3200 | 34    | 94,11  | 250,00 | 494  |
| 4                          | Franz Stenzel   | 8:6  | 2149 | 19    | 113,10 | 250,00 | 499  |
| 5                          | Ben Velthuis    | 6:8  | 1820 | 29    | 62,75  | 166,66 | 499  |
| 6                          | Georges Bourezg | 5:9  | 1945 | 25    | 77,80  | 166,66 | 499  |
| 7                          | Piet Vet        | 3:11 | 1956 | 35    | 55,88  | 250,00 | 316  |
| 8                          | Miguel Espona   | 2:12 | 2249 | 44    | 51,11  | 71,42  | 475  |
| Turnierdurchschnitt: 84,73 |                 |      |      |       |        |        |      |